# Hôtel des Trois Anges
Pour les articles homonymes, voir Hôtel (homonymie).
L'hôtel des Trois Anges est un hôtel particulier situé à Tours dans le Vieux-Tours, au 29 rue Bretonneau. Le monument fait l’objet d’une inscription au titre des monuments historiques depuis 1929,.